# Mariano Ossorio Arévalo
Mariano Ossorio Arévalo (Madrid, 8 de julio de 1889-Madrid, 21 de agosto de 1969) también conocido como el marqués de la Valdavia fue un político español, diputado a Cortes durante la Restauración borbónica y procurador, presidente de la Diputación Provincial de Madrid y delegado nacional de Ex Cautivos durante la dictadura franquista.

## Biografía
Nació el 8 de julio de 1889 en Madrid, según recuerda Ezequiel Puig Maestre Amado en la misma calle de Atocha. Conservador datista, durante la Restauración borbónica fue elegido diputado a Cortes por los distritos palentinos de Saldaña (elecciones de 1914, 1920 y 1923)   y Cervera de Pisuerga (elecciones de 1916).
Ostentó el título nobiliario de iii marqués de la Valdavia.
Una vez iniciada la guerra civil intentó huir de la zona republicana, pero fue hecho prisionero en la Cárcel Modelo de Madrid, en la Cheka de Porlier; posteriormente, previo refugio en la legación cubana, huyó a Francia vía Valencia y se incorporó a la zona franquista cruzando la frontera hispanofrancesa por Irún en 1937.
Puesto al frente de la Delegación Nacional de Ex Cautivos de FET y de las JONS en enero de 1941, ejerció durante la dictadura otros cargos como el de teniente de alcalde del Ayuntamiento de Madrid, el de procurador en las Cortes franquistas (1943-1969), o el de presidente de la Diputación Provincial de Madrid, posición esta última que desempeñó desde el 3 de febrero de 1947 hasta febrero de 1965.
Falleció el 21 de agosto de 1969 en su ciudad natal.
Recibió sepultura en el cementerio de Santa María. Una calle de Madrid, la calle del Oeste —entre la ronda de Atocha y el paseo de Santa María de la Cabeza— fue rebautizada en su honor.

## Reconocimientos
- Gran Cruz de la Orden Civil de Alfonso X el Sabio (1954)[16]
- Gran Cruz de la Orden de Cisneros (1962)[17]
- Gran Cruz (con distintivo blanco) de la Orden del Mérito Aeronáutico (1964)[18]
- Medalla de Oro de la Provincia de Madrid (1965)[19]